# Nathalie dans l'enfer nazi
Pour plus de détails, voir Fiche technique et Distribution.
Nathalie dans l'enfer nazi est un film de nazisploitation français réalisé par Alain Payet (crédité comme James Gartner), sorti en 1978.
En 1977, ce film était sous le coup d'une interdiction totale pour atteinte à la dignité humaine; certaines scènes durent être coupées pour pouvoir obtenir un visa d'exploitation l'année suivante,,.

## Synopsis
Lors de la Seconde Guerre mondiale, Nathalie Baksova est une jeune femme russe qui cumule la double fonction de médecin et d'agent secret soviétique. Alors qu'elle se rend dans un village pour soigner un malade, un convoi allemand est attaqué par la résistance russe non loin de là. Gravement blessé, le général Hartz est transporté par le lieutenant Erik Müller dans la maison où se trouve Nathalie. Ce dernier la menace de l'envoyer dans un camp de détention si elle ne secourt pas son collègue. Mais, lors d'une seconde embuscade, Hartz est abattu par un résistant et Nathalie sauve la vie de Müller. Alors qu'il est conduit en lieu sûr, elle est arrêtée par les Nazis et déportée en Pologne.
Pendant ce temps, les services secrets britanniques reçoivent Vassili, leur allié et supérieur hiérarchique de Nathalie. Ils l'informent que l'une de leurs espionnes, Ingrid, a disparu sur le front de l'est alors qu'elle détenait des informations capitales. Selon leurs sources, elle serait incarcérée en Pologne dans un ancien château transformé en forteresse : Stilberg. Cet endroit est à la fois une prison, un quartier général pour les nazis mais aussi un bordel de luxe, dans lequel certaines prisonnières provenant de divers camps officient en tant que prostituées. Les britanniques chargent Vassili d'infiltrer l'une de ses agents secrets à Stilberg afin d'organiser l'évasion d'Ingrid ou, si cela se révèle impossible, de la tuer pour l'empêcher de parler.
Se faisant passer pour un membre de la Croix-rouge, Vassili parvient à prendre contact avec Nathalie, toujours emprisonnée en Pologne et sur le point d'être transférée à Stilberg. Elle accepte la mission mais elle s'avère être encore plus compliquée que prévu. Dans la forteresse, elle fait la connaissance du colonel Gunther, un gradé dégoûté par la guerre et les méthodes de ses collègues nazis à tel point qu'il se réfugie dans l'alcool, mais elle retrouve également le lieutenant Müller qui ne l'a pas oubliée. Mais Nathalie est la proie de la commandante Helga Horst, la responsable des détenues qu'elle maltraite pour son plaisir personnel. Lesbienne et sadique, cruelle et perverse, elle organise des séances sado-masochistes dans les souterrains du château où elle enchaîne et fouette ses prisonnières préférées. Nathalie fait face à ses avances tandis qu'Erik, amoureux de la résistante russe, tente de la préserver de la dominatrice Helga...

## Fiche technique
- Titre français : Nathalie dans l'enfer nazi
- Titre français alternatif : Nathalie rescapée de l'enfer
- Réalisation : Alain Payet (crédité comme James Gartner)
- Scénario : Patrice Rhomm
- Musique : Daniel White
- Photographie : Alain Hardy
- Production : Marius Lesœur
- Société de production et distribution : Eurociné
- Pays de production :  France
- Langue originale : français
- Format : couleur
- Genre : Nazisploitation
- Durée : 107 minutes
- Date de sortie : 
  - France : 28 juin 1978

## Distribution
- Patrizia Gori : Nathalie Baksova
- Jacqueline Laurent : Helga Hortz
- Jack Taylor : lieutenant Erik Müller
- Jacques Marbeuf : colonel Gunther
- Rudy Lenoir : général Hartz
- Richard Allan (crédité comme Richard Lemieuvre)
- Claudine Beccarie : Ingrid Wasering
- Guy Bonnafoux
- Alban Ceray
- Brigitte Lahaie : Elisabeth
- Joëlle Le Quément
- Richard Leblond
- Barbara Moose : Gertrude
- Pamela Stanford : Marcel
- Jean Tolzac
- Johnny Wessler
- Daniel White : un officier écossais (non crédité)